# Bartolomé Colombo
Bartolomè Colombo (24 agosto 1916 – 15 novembre 1989) è stato un calciatore argentino, di ruolo difensore.

## Carriera
Terzino sinistro ricordato per i tanti anni al San Lorenzo con cui ha vinto un titolo. A lungo in nazionale ha vinto la Coppa America del 1937.

## Palmarès

### Club
- Campionato argentino: 1

San Lorenzo: 1946

### Nazionale
- Coppa America: 3

1937, 1941, 1945